# Sirius (satelita)
Sirius – zespół satelitów telekomunikacyjnych należących do SES Astra (dawniej SES Sirius i NSAB), spółki zależnej operatora SES.

## Daty wyniesienia satelitów Sirius na orbitę
- Sirius 1 – wyniesiony 27 sierpnia 1989 (pierwotnie nazywał się Marco Polo 1)
- Sirius 2 – wyniesiony 12 listopada 1997
- Sirius 3 – wyniesiony 5 października 1998
- Sirius 4 – wyniesiony 17 listopada 2007

## Stan obecny
Satelita Sirius 4 (od czerwca 2010 nazywający się Astra 4A) znajduje się na orbicie geostacjonarnej (nad równikiem), na pozycji 4,8 ° długości geograficznej wschodniej (E). Wcześniej na tej pozycji pracował Sirius 3, lecz po tym jak jego obowiązki przejął Sirius 4, został satelitą zapasowym, a w 2011 przesunięto go na pozycję 51°E.
Sirius 1 został sprowadzony na orbitę cmentarną w 2003 roku, a Sirius 2 (od 29 kwietnia 2008 roku nazywający się Astra 5A) zakończył swoją misję 16 stycznia 2009 roku z powodu technicznej anomalii.

## Zasięg wiązki nadawczej
Satelita Sirius 2 obejmował swym zasięgiem odbiorców praktycznie w całej Europie, natomiast Sirius 3 nadawał głównie na Skandynawię i kraje bałtyckie. Przekaz z tych satelitów był dobrze osiągalny również na obszarze Polski.
Astra 4A (Sirius 4) obejmuje zasięgiem prawie całą Europę i znaczną część Afryki.

## Sztuczki
Przy zastosowaniu przełącznika DiSEqC i układu tzw. „zeza” oraz skierowaniu anteny centralnie na pozycje satelitów Astra (19,2°E) lub też Hot Bird (13,0°E) możliwy jest łączny odbiór programów (na jednej antenie) z satelitów Sirius (5°E) oraz Eutelsat W3A (7°E), ponieważ w tej sytuacji wiązka sygnału ulega rozproszeniu.

## Programy TV kodowane
Z satelitów Sirius (w systemie cyfrowym) swoje pakiety programowe nadają m.in. platformy cyfrowe: Viasat ze Szwecji oraz rumuńska Max TV.

## Polskojęzyczne stacje telewizyjne (niekodowane)
W języku polskim z satelity Sirius 4 (Astra 4A) nadawał Europe by Satellite (w skrócie EbS). Jest to program telewizyjny/serwis audiowizualny Komisji Europejskiej z siedzibą w Brukseli. W 2012 kanał ten został przeniesiony na satelitę Eutelsat 9A. 

## Polskojęzyczne stacje telewizyjne kodowane na pozycji 4,8-5,0°E
- Animal Planet
- Discovery Channel
- Discovery World
- Discovery Science
- Discovery Travel and Living
- Investigation Discovery
- ESPN Classic Sport
- Hallmark Channel
- KidsCo
- Travel Channel
- TV 1000
- Zone Romantica
- Da Vinci Learning
- Viasat History
- Viasat Explorer